# Günther Hellwig
Günther Hermann Otto Hellwig (* 21. November 1903 in Charlottenburg; † 11. November 1985 in Lübeck) war ein deutscher Geigenbauer, Restaurator und Autor.

## Leben
Der Sohn eines früh verstorbenen, leitenden Angestellten bei Siemens begann als Maschinenbaustudent. 1923/1924 ging er für mehrere Monate nach Riga zu einem Auslandspraktikum, auch zum Gelderwerb. Da ihm die Begabung zum Ingenieurswesen fehle, machte er seine Liebe zur Musik zum Mittelpunkt seines Berufes und besuchte 1925/1926, unterstützt von einem Freund, die Geigenbauschule in Mittenwald. Nach kurzzeitiger Arbeit bei den Geigenbauern Julius Hempel (Hamburg) und Karl Rutz (Luzern) erhielt Hellwig 1928 ein Stipendium der Dolmetsch-Stiftung. In der Werkstatt von Arnold Dolmetsch in Haslemere/Surrey, England, lernte er die Musikinstrumente des 16. bis 18. Jahrhunderts kennen und erwarb reiche Erfahrung im Bau von frühen Streichinstrumenten. Auf Einladung des Organisten Walter Kraft zog er 1932 nach Lübeck, wo er seine eigene Werkstatt eröffnete und 1935 die Meisterprüfung ablegte. 1937 heiratete er Alen Müller, eine Sticker- und Handwebmeisterin. Beide führten ihre Werkstätten im Burgtor. Ab 1939 diente Hellwig als Soldat und verbrachte mehr als vier Jahre in sowjetischer Kriegsgefangenschaft.
Nach seiner Rückkehr im September 1949 nahm er den Instrumentenbau in Lübeck wieder auf und konzentrierte sich dabei auf den Bau von Gamben. In seiner Werkstatt lernten bzw. arbeiteten junge namhafte Handwerker, darunter Ingo Muthesius und Jörn Erichson. Hellwig führte Restaurierungsarbeiten für mehrere Museen durch, darunter das Stockholmer Musikmuseet, das Museum für Kunst und Gewerbe Hamburg und das St. Annen-Museum in Lübeck, und sammelte so Information über Instrumente des Hamburgers Joachim Tielke, Grundlage für Hellwigs Publikation von 1980. Diese fand u. a. deshalb so viel Anerkennung, weil sie die erste Monografie zu einem Musikinstrumentenmacher war, die ein Verzeichnis von dessen komplettem Œuvre enthielt. – Drei Jahre später übergab Hellwig seine Werkstatt einem ehemaligen Mitarbeiter.

## Publikationen
- Joachim Tielke, Galpin Society Journal XVII/1964, S. 28–38.

- Joachim Tielke. Ein Hamburger Lauten- und Violenmacher der Barockzeit, Das Musikinstrument, Frankfurt/Main 1980, ISBN 3-920112-62-8.